# When I Die
When I Die – album zespołu Fotoness wydany w 1988 roku nakładem wytwórni Polskie Nagrania.

## Utwory
Strona A
1. "What Comes First"
2. "Border Line"
3. "When I Die"
4. "Another Man"
5. "Like a River"

Strona B
1. "15, 10, 5"
2. "Again Again"
3. "Midnight in the City of War"
4. "Too Far Run Away"

## Twórcy
- Tomasz Lipiński – śpiew, gitara, perkusja
- Marcin Ciempiel – bas, śpiew
- Jarosław Szlagowski – perkusja

Gościnnie
- Jan Borysewicz – gitara
- Rafał Paczkowski – instrumenty klawiszowe

Personel
- Rafał Paczkowski – realizacja
- Tomasz Lipiński – projekt graficzny
- Andrzej Tyszko – foto